# Пакт Рьорих
Пактът Рьорих (на латински: Pax Cultura; на английски: The Roerich Pact), наричан още пакт на Знамето на Мира и Вашингтонски пакт (на английски: Washington Pact), както и Договор за охрана на художествените и научни учреждения и исторически паметници (на английски: Treaty on the Protection of Artistic and Scientific Institutions and Historic Monuments (Roerich Pact) е международен договор за закрила на паметниците на културата, иницииран от Николай Рьорих и подписан на 15 април 1935 година във Вашингтон, в кабинета на президента на САЩ Франклин Рузвелт, от представители на всички държави членки на Панамериканския съюз. За разлика от предшестващите и последващите международни договори в защита на културата, Пактът Рьорих единствен регламентира защитата на културното наследство както по време на война, така и в мирно време.

## История
На 15 април 1935 Пактът Рьорих е подписан в кабинета на президента на САЩ Франклин Рузвелт във Вашингтон от представителите на Аржентина, Боливия, Бразилия, Чили, Колумбия, Коста Рика, Куба, Доминиканската република, Еквадор, Салвадор, Гватемала, Хаити, Хондурас, Мексико, Никарагуа, Панама, Парагвай, Перу, САЩ, Уругвай и Венецуела – общо 21 държави.
През 1948 към договора се присъединява Индия.

## Знаме на Мира
Отличителен знак на договора е предложеното от Николай Рьорих Знаме на Мира. То се основава на познатия на човечеството от най-дълбока древност будистки знак на Триединството („триратна“ или Три скъпоценности) и представлява три съединени амарантови (червени) сфери на бял фон, обединени в кръг.
Договорът предвижда обектите, над които се развява Знамето на Мира – музеи, университети, архитектурни паметници и др. – да бъдат зачитани като международна неутрална територия от воюващите страни.
В очерците си, посветени на Знамето на Мира, Николай Рьорих прави паралели между предложения от него символ и Червения Кръст. Той нарича Знамето на „Международно знаме на Културата за опазване на Науката и Изкуството“, „Страж на Мира“, „Страж на културните съкровища“, „Червен кръст на Културата“. Художникът посвещава на темата за Знамето на Мира и древния знак на Триединството над 30 картини – „Мадона Орифлама“, „Света София“ и др., както и десетки статии и очерци.
Знамето на Мира, под знака на което се провеждат международните конференции, посветени на Пакта Рьорих, е осветено в гр. Брюж, Белгия, в катедралата на Светата Кръв и се утвърждава като символ за защитата на културните ценности – крайъгълния камък на човешката еволюция.

## Научна библиография

### Книги
- Peter Barenboim, Naeem Sidiqi, Bruges, the Bridge between Civilizations: 75 Anniversary of Roerich Pact. М.: Letny sad; Grid Belgium, 2010. ISBN 978-5-98856-114-9
- Elisabeth Stoumatoff, "FDR's unfinished portrait: a memoir/by Elizabeth Stoumatoff, University of Pittsburg Press, 1990, ISBN 0-8229-3659-3

### Статии
П.Д. Баренбойм, А.В. Захаров, „Пакт Рериха как этап внедрения в жизнь эстетической концепции правового государства Николая Рериха“, Журнал зарубежного законодательства и сравнительного правоведения, № 2, 2010 г.
Беликов П.Ф. Пакт Н.К.Рериха по охране культурных ценностей // Непрерывное восхождение: К 90-летию со дня рождения Павла Федоровича Беликова (1911 – 1982). – М.: МЦР; Мастер-Банк, 2001. – Т. 1. – С. 337 – 344.
Богуславский М.М. Пакт Рериха: Разработка норм международного права об охране памятников культуры // Наука и жизнь. – 1975. – С. 88 – 91.
Богуславский М.М. Пакт Рериха и защита культурных ценностей в международном праве // Советское государство и право. – 1974. – № 10. – С. 111 – 115.
Богуславский М.М. Н.К.Рерих и международная охрана культурных ценностей // Рериховские чтения. 1979. – Новосибирск, 1980. – С. 183 – 187.
Бондаренко А.А. Пакт Рериха и проект Всемирной Лиги защиты Культуры в условиях глобализации // Рериховское наследие: Труды конференции. – СПб., 2002. – Т. 1. – С. 165 – 169.
Быстрянцева Л. Исторический очерк строительства и развития КВЖД и Харбина. Пакт Рериха в Харбине // Восход. – 2007. – № 12.
Дзанти Д. „Пакт Рериха“: Вашингтонская конференция 17 ноября 1933 г. // Осетия. – 1933. – № 7/9. – С. 6 – 7.
Дьяченко И.Ю. Пакт Рериха: культурно-исторические аспекты // Культура и время. – 2005. – №3 – С. 22 – 31.
Магазинщикова И. Защитим культуру: О Пакте Н.К.Рериха // Звезды гор. – 2000. – С. 54 – 57.
Маточкин Е.П. Знак Знамени Мира в искусстве Евразии и творчестве Н.К.Рериха // Мир Огненный. – 1997. – № 4 (15). – С. 74 – 81.
Медведев Ю. Красный крест культуры // Аврора. – 1985. – № 8. – С. 104 – 109.
Моргачев В.Б. Знамя Мира и всемирное культурное наследие // Российская историческая газета. 1999. № 6 (15). – С. 16 – 17.
Моргачев В.Б. Знамя Мира и Пакт Рериха // Юбилейные Рериховские чтения: Материалы Международной общественно-научной конференции. 1999. – М.: МЦР; Мастер-Банк, 2000. – С. 270 – 277.
Моргачев В.Б., Матвеева Е.Б. Пакт Рериха, Знамя Мира и космос // Академические чтения по космонавтике, 24: Материалы секции „Космонавтика и культура“. – М., 2000. – С. 87 – 92.
Первая и вторая конференция Пакта Рериха в Брюгге. Письма Н.К.Рериха барону М.А.Таубе и К.Тюльпинку / Вступ. ст. О.Лавреновой // Культура и время. – 2005. – № 2 (16). – С. 96.
Рерих Ю.Н. Во имя жизни, во имя мира...: О деятельности художника Н.К.Рериха, посвященной сохранению культурных и художественных ценностей, созданных человечеством / Предисл. Ю.Савицкого // Московский комсомолец. 1971. 17 август.
Рудзите Г.Р. Пакт и Знамя Мира Рериха в материалах архивов Латвии // Пути восхождения: Материалы Международной общественно-научной конференции (1993 – 1994). – М.: МЦР, 1995. – С. 282 – 289.
Тихонов Н. Пакт Рериха // Молодой коммунист. – 1974. – № 11. – С. 79 – 83.
Уварова Л.И., Уваров В.И. По ступеням человечности – к ценностям Культуры: К 70-летию Пакта Мира // Педагогика Культуры. – 2005. – № 1. – С. 21 – 30.
Шапошникова Л.В. Пакт Рериха // Культура и время. – 2005. – № 2 (16). – С. 103.
Шапошникова Л.В. Пакт Рериха и эволюционное значение культуры // Май. – 1997. – № 1. – С. 9 – 12.
Шеенко Л.В. Знамя Мира – динамичная модель Культуры // Творческое наследие Н.К.Рериха – бесценный Дар человечеству: По материалам конференции в Одессе, посвященной 50-летию памяти Николая Константиновича Рериха. – 2-е изд. – Одесса, 1997. – С. 123 – 136.
Шибаев В.А. Пакт Рериха по сохранению культурных ценностей человечества: Краткий исторический очерк // Н.К.Рерих: Сборник. – Рига, 1935. – С. 57 – 74.
Banner of Peace: Third Intern.Convention for Roerich Pact and Banner of Peace, held in Nov. 17th a.18th 1933 // New Haven Teacher’s J. – 1933. – 4 p. – Repr.
Chklaver G. The Roerich Pact: Rep. by Dr. G.Chklaver to the First Congress of Intern. Studies, Paris // Flamma. – 1938. – № 3 – 4.
Lesmaries A. Le Pacte Nicolas Roerich // La Paix. – Paris, 1934.
Shibayev V.A. Roerich Pact and Banner of Peace. (Aims and History). – Lahore: Lion Press, 1935.
Shibayev V.A. Roerich Pact for protection of cultural treasures // The Twentieth Century. –1935. – P. 1 – 7. – Repr.
Leslie Brenner, Nicholas Roerich. Idealist and Visionary, Foreign Affairs Journal, April 1990